# Socket AM5
Socket AM5は、AMDがSocket AM4の後継として2022年9月27日に発表したAMD Ryzen向けのCPUソケットである。
AMDのデスクトップ向けCPUのソケットは、前世代のSocket AM4まではPin grid array(PGA)であったが、Socket AM5ではランド・グリッド・アレイ(LGA)となった。

## 仕様
Socket AM5を用いるプラットフォームの特徴を以下に示す。
- TDP170Wまでのプロセッサに対応する[注釈 1][2][3]。前世代に比べ電源供給仕様が強化されたことによりプロセッサの性能向上が見込まれている[3]。
- メモリ規格はDDR5に対応し、DDR4には対応しない[3]。
- PCI Express 5.0に対応する[注釈 2][5]。
- Socket AM4対応のCPUクーラーにもある程度対応するが、独自のバックプレートを用いるクーラーは用いることができない[6]。

## 採用製品
CPU
- AMD
  - Zen 4
    - Raphael / Hawk Point / Phoenix

  - Zen 5
    - Granite Ridge

チップセット
- AMD
  - 600 Series
  - 800 Series

## チップセット詳細
|                                             |                                             | A620             | B650                  | B650E                 | X670                                     | X670E                                    |
| ------------------------------------------- | ------------------------------------------- | ---------------- | --------------------- | --------------------- | ---------------------------------------- | ---------------------------------------- |
| リリース日                                  | リリース日                                  | 2023年3月        | 2022年10月            | 2022年10月            | 2022年9月                                | 2022年9月                                |
| 汎用PCI-Eレーン構成                         | 汎用PCI-Eレーン構成                         | Gen3×8           | Gen4×8 Gen3×4         | Gen4×8 Gen3×4         | Gen4×12 Gen3×8                           | Gen4×12 Gen3×8                           |
| マルチGPU 使用可能性                        | CrossFire                                   | No               | Yes                   | Yes                   | Yes                                      | Yes                                      |
| マルチGPU 使用可能性                        | SLI                                         | No               | No                    | No                    | No                                       | No                                       |
| USB 3.2Gen2x2 /3.2Gen2/3.2Gen1/2.0 ポート数 | USB 3.2Gen2x2 /3.2Gen2/3.2Gen1/2.0 ポート数 | 0, 2, 2, 6       | 1/4/0/6 または0/6/0/6 | 1/4/0/6 または0/6/0/6 | 2/8/0/12 または1/10/0/12 または0/12/0/12 | 2/8/0/12 または1/10/0/12 または0/12/0/12 |
| ストレージ                                  | 最大SATA3 ポート数                          | 4                | 4                     | 4                     | 8                                        | 8                                        |
| ストレージ                                  | PCIe RAID サポート                          | 0, 1, 10         | 0, 1, 10              | 0, 1, 10              | 0, 1, 10                                 | 0, 1, 10                                 |
| オーバークロック                            | オーバークロック                            | No               | Yes                   | Yes                   | Yes                                      | Yes                                      |
| TDP                                         | TDP                                         | ~4.5W            | ~7W                   | ~7W                   | ~14W                                     | ~14W                                     |
| CPUサポート                                 | Zen 4                                       | Yes              | Yes                   | Yes                   | Yes                                      | Yes                                      |
| アーキテクチャ                              | アーキテクチャ                              | Promontory 21 ×1 | Promontory 21 ×1      | Promontory 21 ×1      | Promontory 21 ×2                         | Promontory 21 ×2                         |
| バス インターフェース                       | CPU                                         | PCIe 4.0 ×4      | PCIe 4.0 ×4           | PCIe 4.0 ×4           | PCIe 4.0 ×4                              | PCIe 4.0 ×4                              |
| バス インターフェース                       | チップセット                                | N/A              | N/A                   | N/A                   | PCIe 4.0 ×4                              | PCIe 4.0 ×4                              |
| 出典                                        | 出典                                        | [ 7 ] [ 8 ]      | [ 9 ] [ 10 ]          | [ 9 ] [ 10 ]          | [ 9 ] [ 10 ]                             | [ 9 ] [ 10 ]                             |